# Gouvernement Odilon Barrot (2)
Pour les articles homonymes, voir Gouvernement Odilon Barrot.
Deuxième République
Gouvernement Odilon Barrot (1) Gouvernement Alphonse Henri d'Hautpoul
Cet article présente la composition du gouvernement de la France sous le Président du Conseil Odilon Barrot, du 2 juin 1849 au 31 octobre 1849. Il s'agit du second gouvernement d'Odilon Barrot.

## Louis-Napoléon Bonaparte, président de la République (1848-1852)
Le second ministère Odilon Barrot est constitué après les élections à l'Assemblée législative en juin 1849. Il succède au Premier gouvernement Odilon Barrot. Il est renvoyé par le Président de la République Louis Napoléon Bonaparte le 30 octobre 1849, qui forme alors un gouvernement à sa dévotion

## Composition du gouvernement
Les élections à l'Assemblée législative ont conforté le « parti de l'Ordre » (monarchistes), mais ont renforcé le camp des républicains. Aussi le président de la République Louis Napoléon Bonaparte est contraint de maintenir Odilon Barrot à la tête du ministère (Le maréchal Bugeaud, Adolphe Thiers et Molé s'étant récusés). Il y apporte quelques changements par rapport au premier gouvernement Odilon Barrot.

## Ministres nommés du2 juin 1849
- président du Conseil, ministre de la Justice : Odilon Barrot
- ministre de l'Intérieur : Jules Dufaure, pourtant « bête noire » du président[réf. nécessaire]
- ministre des Affaires étrangères : Alexis de Tocqueville, conservateur mais favorable au maintien de la République[1], vice-président de l'Assemblée[2]
- ministre des Finances : Hippolyte Passy, économiste, d'opinion orléaniste de « gauche »
- ministre de l'Agriculture : Victor Lanjuinais
- ministre des Travaux publics : Théobald de Lacrosse
- ministre de la Guerre : Joseph Marcellin Rulhières
- ministre de la Marine et des Colonies : Victor Destutt de Tracy
- ministre de l'Instruction publique et des Cultes : le comte de Alfred de Falloux, un des chefs monarchistes légitimistes

## Remaniement du14 septembre 1849
- ministre de l'Instruction publique et des Cultes par intérim : Victor Lanjuinais

## Politique du gouvernement
En accord avec la majorité conservatrice de L'Assemblée législative et le président de la République, le gouvernement continue la lutte contre le "parti républicain" dont l'aile gauche sort renforcée des élections du 13 mai. La question romaine va en être le prétexte. Dès que les résultats électoraux sont connus, le gouvernement donne l'ordre au corps expéditionnaire français bloqué devant Rome par l'armée romaine de Giuseppe Garibaldi, de passer à l'offensive. Le 3 juin les Français assiègent Rome. Le 11 juin, la gauche républicaine tente de mettre en accusation le gouvernement (car c'est l'assemblée qui déclare la guerre, or la nouvelle assemblée n'a pas été consultée). La demande est rejetée par 361 voix contre et 202 pour. Le 13, les dirigeants républicains appellent à manifester pacifiquement dans Paris pour défendre la Constitution qu'ils estiment violée par le gouvernement. Mais la manifestation, qui dégénère vite en émeute, prend des allures de révolution. Une foule se dirige alors vers l'Assemblée nationale, mais est dispersée par les troupes du général Changarnier. Pour cette implication dans la journée du 13 juin, 34 députés républicains sont ainsi déchus de leur mandat et traduits devant la Haute Cour (beaucoup sont déjà en fuite vers l'exil). L'état de siège est décrété. Des troubles ont lieu en Province dès le 10 juin à Toulouse, le 13 Lyon se soulève et des manifestations ont lieu à Grenoble, Vienne, Valence, Perpignan, Strasbourg et dans l'Allier. Ils sont réprimés. La loi du 24 mars 1849, qui interdit les clubs politiques est prorogée, et les délits de presse sont étendus afin de museler les journaux républicains les plus extrêmes, tenus en effet pour responsable des derniers mouvements insurrectionnels.
Le gouvernement obtient du pape quelques concessions (amnistie partielle et création d'un conseil consultatif), Pie IX peut se réinstaller à Rome sous la protection de l'armée française (qui y reste jusqu'en 1870)
Mais Louis Napoléon Bonaparte supporte difficilement la dualité président-premier ministre. C'est ainsi que le 31 octobre 1849, il oblige le gouvernement à démissionner, et le remplace aussitôt par un gouvernement formé de bonapartistes.